# Miss Belgique 2010
Miss Belgique 2010, 76e élection de Miss Belgique, s'est déroulée le 10 janvier 2010 au Casino de Knokke. La gagnante, Cilou Annys, succède à Zeynep Sever, Miss Belgique 2009.
Le concours a été présenté par Véronique De Kock, Miss Belgique 1995 et Sandrine Corman, Miss Belgique 1997.

## Classement final
| Titre              | Candidates |
| ------------------ | --- |
| Miss Belgique 2010 | - Flandre Occidentale - Cilou Annys |
| 1re dauphine       | - Brabant flamand - Lien Aernouts |
| 2e dauphine        | - Bruxelles - Binta Telemans |
| Top 5              | - Brabant flamand - Claudia Scheelen - Flandre orientale - Elke Van Den Borre                                                                                         |
| Top 10             | - Anvers - Sara De Groof - Limbourg - Ewa Merk - Bruxelles - Gohar Avetisyan - Liège - Alice Piana - Liège - Sophie Pannemans                                         |
| Top 15             | - Hainaut - Cassandra Palermo - Hainaut - Maude Lardinois - Flandre occidentale - Chloé Evangelista - Luxembourg - Hélène Czorniak - Brabant flamand - Leen Van Belle |

## Candidates
| Titre régional                           | Nom                 | Âge    | Taille | Domicile             |
| ---------------------------------------- | ------------------- | ------ | ------ | -------------------- |
| Miss Hainaut                             | Cassandra Palermo   | 22 ans | 1,68 m | Pâturages            |
| Miss Anvers                              | Sarah De Groof      | 18 ans | 1,67 m | Malle                |
| Miss Namur                               | Pina Vatandas       | 22 ans | 1,68 m | Namur                |
| Miss Limbourg                            | Ann Alders          | 20 ans | 1,72 m | Neerpelt             |
| Miss Brabant wallon                      | Maël Vanderplancke  | 20 ans | 1,69 m | La Hulpe             |
| 1re dauphine de Miss Limbourg            | Ewa Merk            | 20 ans | 1,70 m | Brée                 |
| 1re dauphine de Miss Hainaut             | Maude Lardinois     | 22 ans | 1,70 m | Morlanwelz           |
| 1re dauphine de Miss Brabant flamand     | Claudia Scheelen    | 23 ans | 1,73 m | Tremelo              |
| 1re dauphine de Miss Bruxelles           | Binta Telemans      | 19 ans | 1,72 m | Schaerbeek           |
| Crown Card de Miss Flandre occidentale   | Nathalie Gailliaert | 18 ans | 1,74 m | Beernem              |
| Miss Bruxelles                           | Gohar Avetisyan     | 20 ans | 1,70 m | Etterbeek            |
| Miss Brabant flamand                     | Lien Aernouts       | 18 ans | 1,74 m | Averbode             |
| Wildcard de Miss Bruxelles               | Dahlia Michaux      | 23 ans | 1,71 m | Woluwe-Saint-Lambert |
| Miss Flandre orientale                   | Elke Van den Borre  | 23 ans | 1,75 m | Grammont             |
| Crown Card de Miss Liège                 | Alice Piana         | 23 ans | 1,72 m | Eupen                |
| 1re dauphine de Miss Flandre occidentale | Chloé Evangelista   | 21 ans | 1,74 m | Menin                |
| Miss Luxembourg                          | Hélène Czorniak     | 19 ans | 1,76 m | Fronville            |
| Miss Flandre occidentale                 | Cilou Annys         | 18 ans | 1,75 m | Bruges               |
| Miss Liège                               | Sophie Pannemans    | 20 ans | 1,77 m | Waremme              |
| 2e dauphine de Miss Brabant flamand      | Leen Van Belle      | 18 ans | 1,78 m | Tourneppe            |

### Prix attribués
| Prix           | Nom                      |
| -------------- | ------------------------ |
| Miss Sympathie | Liège - Sophie Pannemans |

## Observations